# Willy Schuyesmans
Willy Schuyesmans (Oostende, 11 juni 1945) is een Vlaams jeugdauteur en journalist. Sinds eind jaren 80 werd hij bekend als schrijver van jeugdboeken, waarvan er verschillende in Vlaanderen een bekroning kregen.

## Biografie
Na zijn studies werd Schuyesmans journalist. Hij schreef zijn eerste boek pas toen hij 43 was. Dat gebeurde na een ontmoeting in 1985 met gorillaonderzoekster Dian Fossey in Rwanda, waar hij als journalist aan het werk was. Zijn werk als reporter inspireerde Schuyesmans ook voor zijn volgende twee boeken over de bedreiging van de zeehonden in de Waddenzee en de uitroeiing van de olifanten in Afrika. In veel van zijn boeken staan natuur en milieu centraal. Voor het Koninklijk Jeugdtheater in Antwerpen bewerkte hij Tand om tand tot een opmerkelijke theaterproductie. De toeschouwers scheepten aan het Steen in op een Flandria omvaartboot. Daarop startte de opvoering die een ontknoping kreeg ik een loods in Hoboken. 
Toch is de natuur niet zijn enige thema. Zelf heeft hij een boontje voor Stilstaan, een boek over een jongen van tien die onverwachts sterft. En in Middernachtzonde is jaloersheid - en wat die onhebbelijke emotie kan aanrichten - het centrale thema.
Maar ook geschiedenis en mythologie zijn stokpaardjes. Hij schreef het epos over de reis van Adrien de Gerlache met de Belgica naar de zuidpool in 1898, maar dan wel gezien door de ogen van de jongste matroos aan boord.
Ook het oude Griekenland trekt hem aan. Dat merk je aan zijn boeken over de Minotaurusmythe op Kreta of aan zijn hertalingen van de toneelstukken Oedipus en Antigone van Sophocles.
In 2013 publiceerde hij voor het eerst een boek voor adolescenten en volwassenen. Hoerenjong is een historische roman over de opkomende Verlichting tegen de achtergrond van de grote aardbeving van Lissabon op 1 november 1755.

## Prijzen
- 1991 - Kinder- en Jeugdjury Vlaanderen Tand om tand
- 1992 - Kinder- en Jeugdjury Limburg voor Tand om tand
- 1994 - 1e Prijs Manuscriptenwedstrijd Altiora voor De bende van de mol
- 1995 - Karel Barbierprijs (KANTL) voor De winter van de Belgica
- 1996 - Kinder- en Jeugdjury Vlaanderen voor De bende van de mol
- 1999 - Kinder- en Jeugdjury Vlaanderen voor Brand in de Tikkebossen